# Senatori dell'Indiana
L'Indiana è entrato a far parte dell'Unione il 11 dicembre 1816. Elegge senatori di classe 1 e classe 3. Gli attuali senatori sono i repubblicani Todd Young e Jim Banks. Fino al 1913 i senatori vennero eletti dall'Assemblea generale dell'Indiana, e con l'approvazione del XVII emendamento alla Costituzione, in seguito i senatori vennero eletti dai cittadini dello stato. Ogni mandato dura sei anni, i le diverse classi di senatori vengono elette ad intervalli di due anni, in modo che ogni biennio venga rinnovato un terzo del Senato.

## Elenco

### Classe 1
| N.      | Foto    | Senatore                | Partito                                       | Carica           | Carica           | Congresso                                                                                            | Mandati | Elezioni                                                             |
| N.      | Foto    | Senatore                | Partito                                       | Inizio           | Termine          | Congresso                                                                                            | Mandati | Elezioni                                                             |
| ------- | ------- | ----------------------- | --------------------------------------------- | ---------------- | ---------------- | --- | ------- | -------------------------------------------------------------------- |
| 1       |         | James Noble             | Democratico-Repubblicano poi Anti-Jacksoniano | 11 dicembre 1816 | 26 febbraio 1831 | 14 · 15 · 16 · 17 · 18 · 19 · 20 · 21                                                                | 2 1⁄2   | 1816 · 1821 · 1827 Deceduto                                          |
| Vacante | Vacante | Vacante                 | Vacante                                       | 26 febbraio 1831 | 19 agosto 1831   | 21 · 22                                                                                              |         |                                                                      |
| 2       |         | Robert Hanna            | Anti-Jacksoniano                              | 19 agosto 1831   | 3 gennaio 1832   | 22                                                                                                   | 1⁄2     | Nominato per continuare il mandato Non ricandidatosi                 |
| 3       |         | John Tipton             | Jacksoniano poi Democratico                   | 3 gennaio 1832   | 3 marzo 1839     | 22 · 23 · 24 · 25                                                                                    | 1 1⁄2   | Eletto per terminare il mandato · 1832 Non ricandidatosi             |
| 4       |         | Albert Smith White      | Whig                                          | 4 marzo 1839     | 3 marzo 1845     | 26 · 27 · 28                                                                                         | 1       | 1838 Non ricandidatosi                                               |
| 5       |         | Jesse D. Bright         | Democratico                                   | 4 marzo 1845     | 5 febbraio 1862  | 29 · 30 · 31 · 32 · 33 · 34 · 35 · 36 · 37                                                           | 2 1⁄2   | 1844 · 1850 · 1856 Espulso per aver sostenuto la Confederazione      |
| Vacante | Vacante | Vacante                 | Vacante                                       | 5 febbraio 1862  | 24 febbraio 1862 | 37                                                                                                   |         |                                                                      |
| 6       |         | Joseph A. Wright        | Unionista                                     | 24 febbraio 1862 | 14 gennaio 1863  | 37                                                                                                   | 1⁄2     | Nominato per continuare il mandato Non ricandidatosi                 |
| 7       |         | David Turpie            | Democratico                                   | 14 gennaio 1863  | 3 marzo 1863     | 37                                                                                                   | 1⁄2     | Eletto per terminare il mandato Non ricandidaatosi                   |
| 8       |         | Thomas A. Hendricks     | Democratico                                   | 4 marzo 1863     | 3 marzo 1869     | 38 · 39 · 40                                                                                         | 1       | 1862 Non ricandidatosi                                               |
| 9       |         | Daniel D. Pratt         | Repubblicano                                  | 4 marzo 1869     | 3 marzo 1875     | 41 · 42 · 43                                                                                         | 1       | 1868 Non ricandidatosi                                               |
| 10      |         | Joseph E. McDonald      | Democratico                                   | 4 marzo 1875     | 3 marzo 1881     | 44 · 45 · 46                                                                                         | 1       | 1875 Perse la rielezione                                             |
| 11      |         | Benjamin Harrison       | Repubblicano                                  | 4 marzo 1881     | 3 marzo 1887     | 47 · 48 · 49                                                                                         | 1       | 1881 Perse la rielezione                                             |
| 12      |         | David Turpie            | Democratico                                   | 4 marzo 1887     | 3 marzo 1899     | 50 · 51 · 52 · 53 · 54 · 55                                                                          | 2       | 1887 · 1893 Perse la rielezione                                      |
| 13      |         | Albert J. Beveridge     | Repubblicano                                  | 4 marzo 1899     | 3 marzo 1911     | 56 · 57 · 58 · 59 · 60 · 61                                                                          | 2       | 1899 · 1905 Perse la rielezione                                      |
| 14      |         | John W. Kern            | Democratico                                   | 4 marzo 1911     | 3 marzo 1917     | 62 · 63 · 64                                                                                         | 1       | 1911 Perse la rielezione                                             |
| 15      |         | Harry Stewart New       | Repubblicano                                  | 4 marzo 1917     | 3 marzo 1923     | 65 · 66 · 67                                                                                         | 1       | 1916 Non ottenne la ricandidatura                                    |
| 16      |         | Samuel M. Ralston       | Democratico                                   | 4 marzo 1923     | 14 ottobre 1925  | 68 · 69                                                                                              | 1⁄2     | 1922 Deceduto                                                        |
| Vacante | Vacante | Vacante                 | Vacante                                       | 14 ottobre 1925  | 20 ottobre 1925  | 69                                                                                                   |         |                                                                      |
| 17      |         | Arthur Raymond Robinson | Repubblicano                                  | 20 ottobre 1925  | 3 gennaio 1935   | 69 · 70 · 71 · 72 · 73                                                                               | 1 1⁄2   | Eletto per terminare il mandato · 1928 Perse la rielezione           |
| 18      |         | Sherman Minton          | Democratico                                   | 3 gennaio 1935   | 3 gennaio 1941   | 74 · 75 · 76                                                                                         | 1       | 1934 Perse la rielezione                                             |
| 19      |         | Raymond E. Willis       | Repubblicano                                  | 3 gennaio 1941   | 3 gennaio 1947   | 77 · 78 · 79                                                                                         | 1       | 1940 Non ricandidatosi                                               |
| 20      |         | William E. Jenner       | Repubblicano                                  | 3 gennaio 1947   | 3 gennaio 1959   | 80 · 81 · 82 · 83 · 84 · 85                                                                          | 2       | 1946 · 1952 Non ricandidatosi                                        |
| 21      |         | Vance Hartke            | Democratico                                   | 3 gennaio 1959   | 3 gennaio 1977   | 86 · 87 · 88 · 89 · 90 · 91 · 92 · 93 · 94                                                           | 3       | 1958 · 1964 · 1970 Perse la rielezione                               |
| 22      |         | Richard Lugar           | Repubblicano                                  | 3 gennaio 1977   | 3 gennaio 2013   | 95 · 96 · 97 · 98 · 99 · 100 · 101 · 102 · 103 · 104 · 105 · 106 · 107 · 108 · 109 · 110 · 111 · 112 | 6       | 1976 · 1982 · 1988 · 1994 · 2000 · 2006 Non ottenne la ricandidatura |
| 23      |         | Joe Donnelly            | Democratico                                   | 3 gennaio 2013   | 3 gennaio 2019   | 113 · 114 · 115                                                                                      | 1       | 2012 Perse la rielezione                                             |
| 24      |         | Mike Braun              | Repubblicano                                  | 3 gennaio 2019   | 3 gennaio 2025   | 116 · 117 · 118                                                                                      | 1       | 2018 Candidatosi a Governatore                                       |
| 25      |         | Jim Banks               | Repubblicano                                  | 3 gennaio 2025   | in carica        | 119 · 120 · 121                                                                                      | 1       | 2024                                                                 |

### Classe 3
| N.      | Foto    | Senatore             | Partito                  | Carica           | Carica           | Congresso                                       | Mandati               | Elezioni |
| N.      | Foto    | Senatore             | Partito                  | Inizio           | Termine          | Congresso                                       | Mandati               | Elezioni |
| ------- | ------- | -------------------- | ------------------------ | ---------------- | ---------------- | ----------------------------------------------- | --------------------- | --- |
| 1       |         | Waller Taylor        | Democratico-Repubblicano | 11 dicembre 1816 | 3 marzo 1825     | 14 · 15 · 16 · 17 · 18                          | 2                     | 1816 · 1818 Non ricandidatosi                                                                                      |
| 2       |         | William Hendricks    | Anti-Jacksoniano         | 4 marzo 1825     | 3 marzo 1837     | 19 · 20 · 21 · 22 · 23 · 24                     | 2                     | 1824 · 1830 Perse la rielezione                                                                                    |
| 3       |         | Oliver H. Smith      | Whig                     | 4 marzo 1837     | 3 marzo 1843     | 25 · 26 · 27                                    | 1                     | 1836 Perse la rielezione                                                                                           |
| 4       |         | Edward A. Hannegan   | Democratico              | 4 marzo 1843     | 3 marzo 1849     | 28 · 29 · 30                                    | 1                     | 1842 Non ottenne la ricandidatura                                                                                  |
| 5       |         | James Whitcomb       | Democratico              | 4 marzo 1849     | 4 ottobre 1852   | 31 · 32                                         | 1⁄2                   | 1848 Deceduto |
| Vacante | Vacante | Vacante              | Vacante                  | 4 ottobre 1852   | 6 dicembre 1852  | 32                                              |                       | |
| 6       |         | Charles W. Cathcart  | Democratico              | 6 dicembre 1852  | 18 gennaio 1853  | 32                                              | 1⁄2                   | Nominato per continuare il mandato                                                                                 |
| 7       |         | John Pettit          | Democratico              | 18 gennaio 1853  | 3 marzo 1855     | 33                                              | 1⁄2                   | Eletto per terminare il mandato                                                                                    |
| Vacante | Vacante | Vacante              | Vacante                  | 4 marzo 1855     | 4 febbraio 1857  | 34                                              | Elezione non riuscita | Elezione non riuscita                                                                                              |
| 8       |         | Graham N. Fitch      | Democratico              | 4 febbraio 1857  | 3 marzo 1861     | 34 · 35 · 36                                    | 1⁄2                   | 1857 Non ricandidatosi                                                                                             |
| 9       |         | Henry Smith Lane     | Repubblicano             | 4 marzo 1861     | 3 marzo 1867     | 37 · 38 · 39                                    | 1                     | 1860 Non ricandidatosi                                                                                             |
| 10      |         | Oliver P. Morton     | Repubblicano             | 4 marzo 1867     | 1 novembre 1877  | 40 · 41 · 42 · 43 · 44 · 45                     | 1 1⁄2                 | 1867 · 1873 Deceduto                                                                                               |
| Vacante | Vacante | Vacante              | Vacante                  | 1 novembre 1877  | 6 novembre 1877  | 45                                              |                       | |
| 11      |         | Daniel W. Voorhees   | Democratico              | 6 novembre 1877  | 3 marzo 1897     | 45 · 46 · 47 · 48 · 49 · 50 · 51 · 52 · 53 · 54 | 3 1⁄2                 | Eletto per terminare il mandato · 1879 · 1885 · 1891 Perse la rielezione                                           |
| 12      |         | Charles W. Fairbanks | Repubblicano             | 4 marzo 1897     | 3 marzo 1905     | 55 · 56 · 57 · 58                               | 1 1⁄2                 | 1897 · 1803 Dimessosi per diventare Vicepresidente                                                                 |
| 13      |         | James A. Hemenway    | Repubblicano             | 4 marzo 1905     | 3 marzo 1909     | 59 · 60                                         | 1⁄2                   | Eletto per terminare il mandato Perse la rielezione                                                                |
| 14      |         | Benjamin F. Shively  | Democratico              | 4 marzo 1909     | 14 marzo 1916    | 61 · 62 · 63 · 64                               | 1 1⁄2                 | 1909 · 1914 Deceduto                                                                                               |
| Vacante | Vacante | Vacante              | Vacante                  | 14 marzo 1916    | 20 marzo 1916    | 64                                              |                       | |
| 15      |         | Thomas Taggart       | Democratico              | 20 marzo 1916    | 7 novembre 1916  | 64                                              | 1⁄2                   | Nominato per continuare il mandato Perse la rielezione                                                             |
| 16      |         | James Eli Watson     | Repubblicano             | 8 novembre 1916  | 3 marzo 1933     | 64 · 65 · 66 · 67 · 68 · 69 · 70 · 71 · 72      | 2 1⁄2                 | Eletto per terminare il mandato · 1920 · 1926 Perse la rielezione                                                  |
| 17      |         | Frederick Van Nuys   | Democratico              | 4 marzo 1933     | 25 gennaio 1944  | 73 · 74 · 75 · 76 · 77 · 78                     | 1 1⁄2                 | 1932 · 19387 Deceduto                                                                                              |
| Vacante | Vacante | Vacante              | Vacante                  | 25 gennaio 1944  | 28 gennaio 1944  | 78                                              |                       | |
| 18      |         | Samuel D. Jackson    | Democratico              | 28 gennaio 1944  | 13 novembre 1944 | 78                                              | 1⁄2                   | Nominato per continuare il mandato Non ricandidatosi                                                               |
| 19      |         | William E. Jenner    | Repubblicano             | 14 novembre 1944 | 3 gennaio 1945   | 78                                              | 1⁄2                   | Eletto per terminare il mandato Non ricandidatosi                                                                  |
| 20      |         | Homer E. Capehart    | Repubblicano             | 3 gennaio 1945   | 3 gennaio 1963   | 79 · 80 · 81 · 82 · 83 · 84 · 85 · 86 · 87      | 3                     | 1944 · 1950 · 1956 Perse la rielezione                                                                             |
| 21      |         | Birch Bayh           | Democratico              | 3 gennaio 1963   | 3 gennaio 1981   | 88 · 89 · 90 · 91 · 92 · 93 · 94 · 95 · 96      | 3                     | 1962 · 1968 · 1974 Perse la rielezione                                                                             |
| 22      |         | Dan Quayle           | Repubblicano             | 3 gennaio 1981   | 3 gennaio 1989   | 97 · 98 · 99 · 100                              | 1 1⁄2                 | 1980 · 1986 Dimessosi per diventare Vicepresidente                                                                 |
| 23      |         | Dan Coats            | Repubblicano             | 3 gennaio 1989   | 3 gennaio 1999   | 101 · 102 · 103 · 104 · 105                     | 1 1⁄2                 | Nominato per continuare il mandato di Quayle · Eletto per continuare il mandato di Quayle · 1992 Non ricandidatosi |
| 24      |         | Evan Bayh            | Democratico              | 3 gennaio 1999   | 3 gennaio 2011   | 106 · 107 · 108 · 109 · 110 · 111               | 2                     | 1998 · 2004 Non ricandidatosi                                                                                      |
| 25      |         | Dan Coats            | Repubblicano             | 3 gennaio 2011   | 3 gennaio 2017   | 112 · 113 · 114                                 | 1                     | 2010 Non ricandidatosi                                                                                             |
| 26      |         | Todd Young           | Repubblicano             | 3 gennaio 2017   | In carica        | 115 · 116 · 117 · 118 · 119 · 120               | 2                     | 2016 · 2022 |